# 安德森 (阿拉斯加州)
安德森（英語：Anderson），是美国阿拉斯加州的一座城市。该市的人口在2000年为367人，2010年有246人。人口在阿拉斯加州排行第95。